# John Foster (könyvszereplő)
Sir John Foster (1520? - 1602) angol katona, az angol-skót határvidék kormányzója, Sir Clifford Marsden barátja. A Tudor-ház krónikája regénysorozat második kötetének, a Vérvörös és színarany című könyvnek a szereplője.

## Élete
|  | Alább a cselekmény részletei következnek! |

Sir John Foster 1520-ban született. A könyvben gyermek és ifjúkoráról nincs adat.
A könyvben alakja akkor tűnik először fel, mikor Sir Clifford Marsden, Foster régi barátja, annak az unokája, William Marsden és egy megbízott angol kém, Hugh Richmond (akinek az volt a feladata, hogy megtudja, hogy a határvidéken mért tűnnek el angol katonák) meglátogatják őt az alnwicki várban. A két öreg barát örült a találkozásnak és elmesélték a találkozásukat, hogyan szítottak ellenségeskedést az angol-skót határvidéken a rivalizáló családok közt és hogyan barátkoztak meg. Később tovább Skóciába csak Hugh Richmond és William Marsden ment. Az öreg Clifford inkább a várban maradt Foster társaságában.
Később Richmondot és Williamet is elfogják, de először sikerül megszökniük, de később újra fogságba kerülnek. Végül Cliffordot és Sir Johnt is elfogják, mert később úgy határoztak, hogy utánuk mennek a két embernek. A foglyokat a regénybeli VI. Jakab skót király elé vezetik, aki kihallgatja, de nem végezteti ki őket. A király elmondja nekik, hogy azért tűntek el angol katonák, mert félő volt, hogy hadseregét meglátják, mert ha nem sikerül békés úton az angol trónra kerülnie, akkor katonai erővel kell ezt megszereznie. A király végül szabadon engedi őket, még a skótok szemében hírhedt Cliffordot és Fostert is szabadon engedi. Foster a határon elbúcsúzik barátaitól és visszamegy az alcwinki várba.
|  | Itt a vége a cselekmény részletezésének! |

## Valóság
John Forster a könyv valós személyeihez tartozik. A valóságban is az angol-skót határvidék kormányzója volt és rendkívül jól ismerte a vidéket. Azért volt hosszú életű és azért nem tudták soha megölni őt a skót bandák tagjai, mert minden martalócnál agyafúrtabb, merészebb, ravaszabb és gonoszabb volt. Ezért is volt oka, hogy hosszú élete ellenére még idős korában is megpróbálták meggyilkolni.